# Dudu Biton
Pour les articles homonymes, voir Biton (homonymie).
David Dudu Biton (en hébreu : דודו ביטון), né le 1er mars 1988, est un footballeur israélien. Il occupe le poste d'attaquant au Sektzia Ness Ziona.

## Biographie

### Rejoint l'Europe en signant au Royal Charleroi
Le 4 janvier 2011, Dudu Biton s'engage avec le Royal Charleroi SC, club belge dernier de son championnat. Au sein d'une équipe faible offensivement, Biton s'impose à la pointe de l'attaque et même s'il ne peut empêcher la descente de Charleroi, finit deuxième meilleur buteur du club avec cinq buts marqués en douze rencontres. Il attire même le regard de Luis Fernandez, sélectionneur de l'équipe d'Israël qui l'appelle pour deux matches des éliminatoires de l'Euro 2012 mais qui ne le fait finalement pas jouer.

### Tente l'aventure en Pologne, à Cracovie
Le 6 juillet, Biton est prêté pour une saison (avec option d'achat) au Wisła Cracovie, champion de Pologne en titre et qui va donc disputer la Ligue des Champions. Une semaine plus tard, il joue son premier match européen contre le Skonto Riga. Parti pour remplacer Tsvetan Genkov ou Ivica Iliev en cours de rencontres, il marque trois buts lors des trois premiers matches de championnat et gagne sa place dans le onze de départ.
Le 11 juin 2012, il signe un contrat au Standard de Liège.

### A Chypre
En janvier 2013, il est prêté à l'APOEL Nicosie. Pour son premier match, il rentre à la 85e minute, et marque à la 90e son premier but dans son nouveau club. Il marque deux buts lors de ses deux matchs suivants.

## Palmarès
Maccabi Haïfa
- Champion d'Israël : 2006.

 APOEL Nicosie
- Champion de Chypre : 2013.